# Kathedrale von La Rochelle

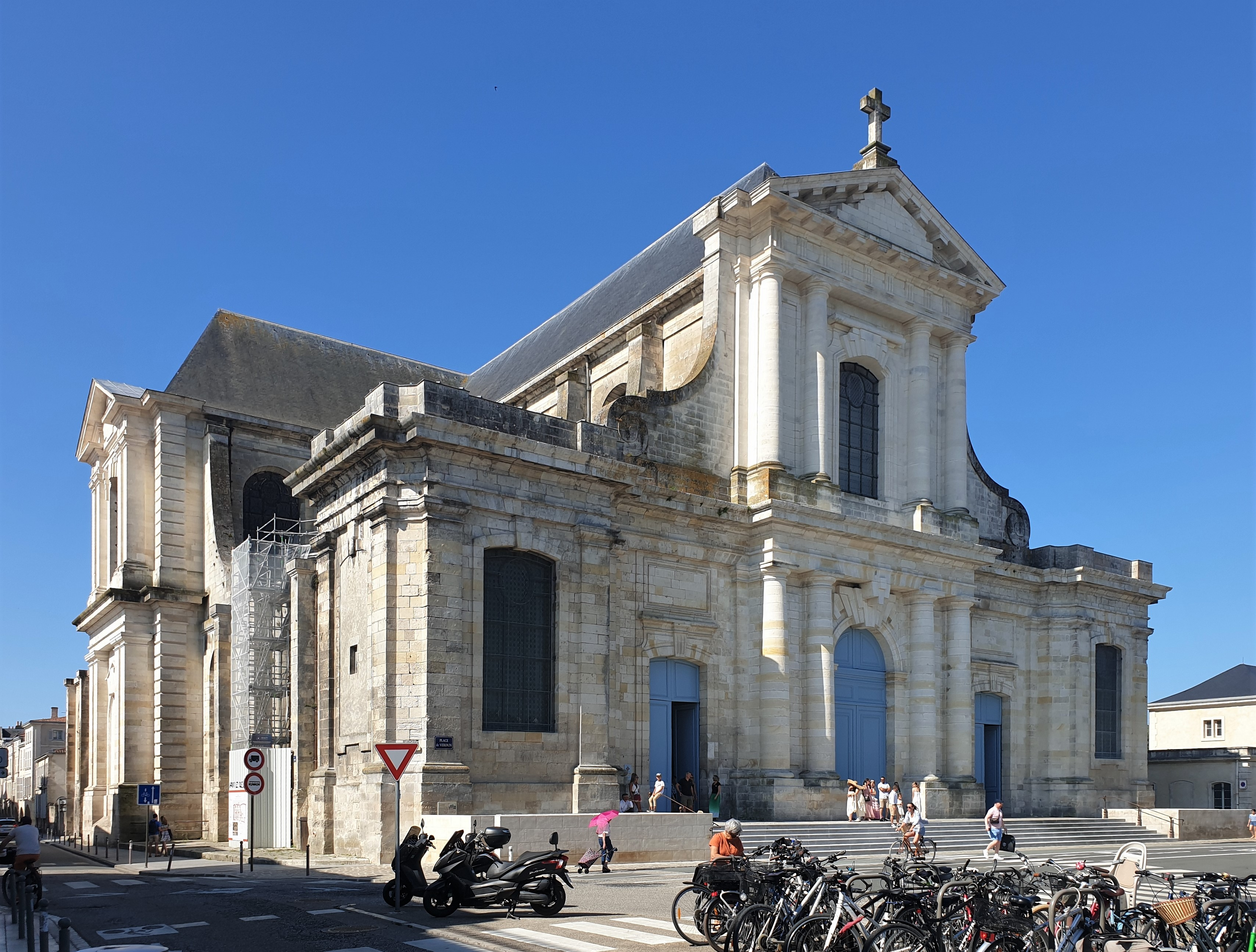
Kathedrale von La Rochelle

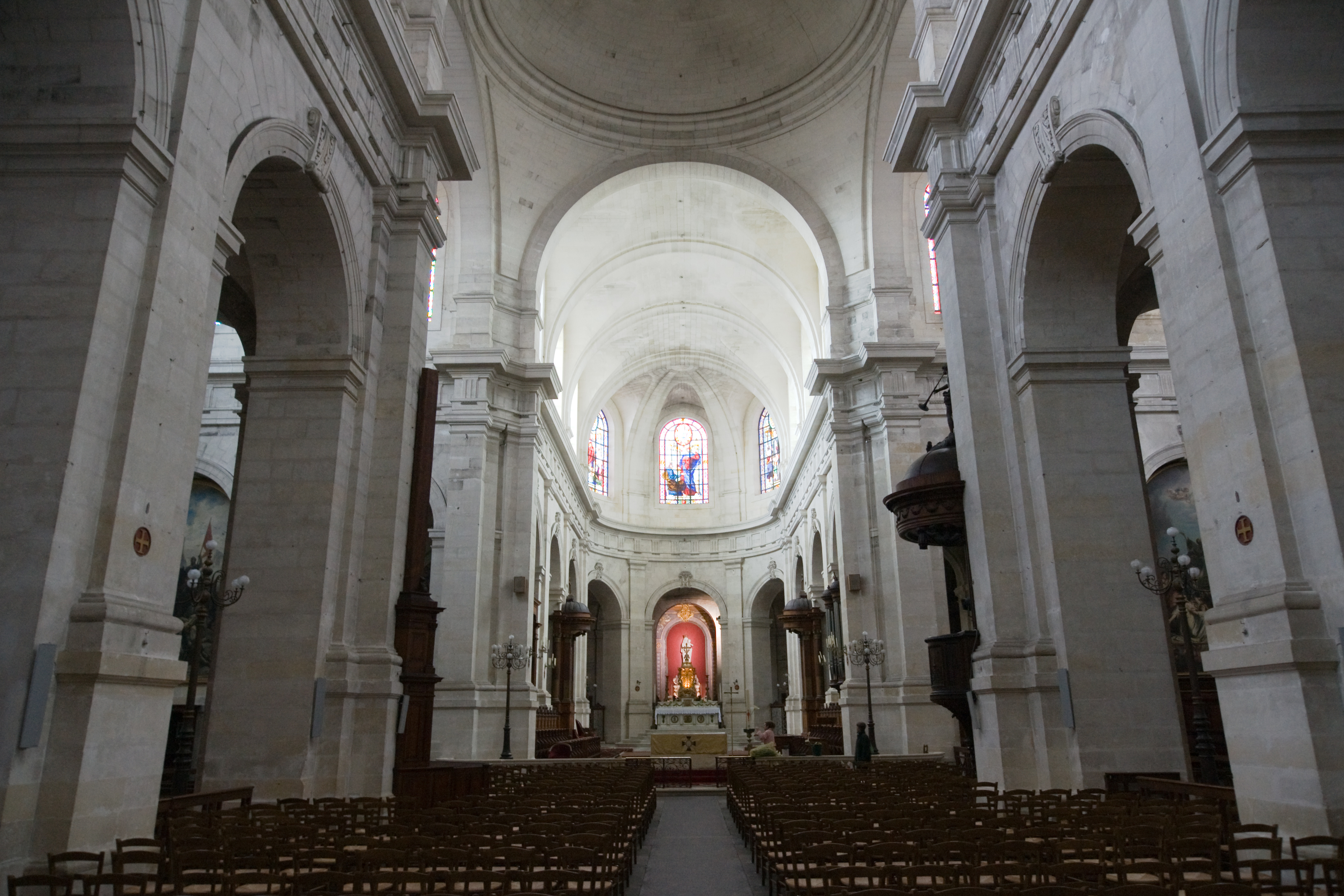
Kathedrale von La Rochelle, Innenraum

Die Kathedrale von La Rochelle ist die Bischofskirche des an der französischen Atlantikküste gelegenen Bistums La Rochelle-Saintes. Sie trägt das Patrozinium des im Jahr 1297 heiliggesprochenen Königs Ludwig IX. (Saint-Louis) und ist seit dem Jahr 1906 als Monument historique anerkannt. Eine Konkathedrale befindet sich in der Stadt Saintes.

## Geschichte

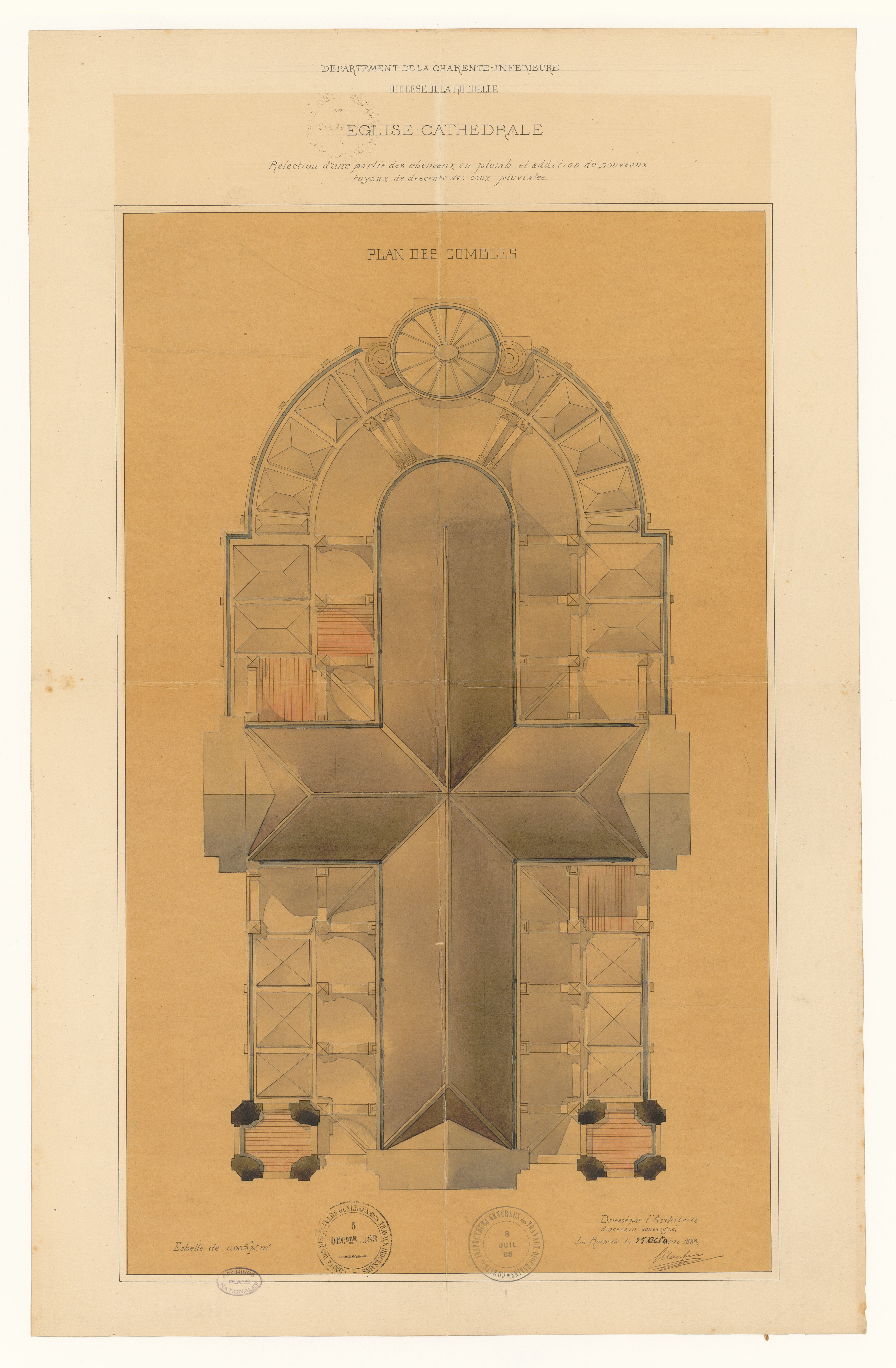
Plan der Kathedrale

Nachdem im Jahr 1628 die seit 1568 von den Hugenotten gehaltene Stadt La Rochelle von den katholischen Truppen König Ludwigs XIII. eingenommen worden war, wurde die protestantische Kirche Grand Temple in ein katholisches Gotteshaus mit dem Patrozinium des hl. Bartholomäus (Saint-Barthélemy) umgewandelt. Als Papst Innozenz X. im Jahr 1648 das Bistum Maillezais nach La Rochelle verlegte, wurde diese Kirche gegen den Widerstand der Pfarrgemeinde als Kathedrale genutzt. Die Pfarrgemeinde erbaute stattdessen zwischen 1668 und 1678 eine neue Kirche; die alte fiel wenige Jahre später (1687) einem Brand zum Opfer, und so entschloss sich das Domkapitel zu einem Umzug in den der Pfarrgemeinde gehörenden Neubau. Der jetzige, im Stil des klassizistischen Barock errichtete Kirchenbau wurde vom Architekten Jacques Gabriel geplant und ab dem Jahr 1742 unter der Leitung seines Sohnes Ange-Jacques Gabriel (1698–1782) ausgeführt. Seine Fertigstellung erlebte er jedoch erst im Jahr 1857. Fünf Jahre später (1862) wurde er geweiht.

## Architektur
Die Kirche ist eine dreischiffige, in Nord-Süd-Richtung orientierte Basilika mit Umgangschor, Querhaus und Seitenkapellen. Die Vierung ist von einer auf Pendentifs ruhenden, nicht belichteten Kuppel überspannt, deren Scheitelpunkt etwas höher liegt als der der Gewölbe. Ganz im Osten der Kirche befindet sich die Marienkapelle mit einem Fresko der Himmelfahrt Mariens. Zu beiden Seiten der Fassade waren zwei Glockentürme (clochers) geplant, deren Bau jedoch niemals in Angriff genommen wurde; stattdessen steht hinter der Kirche noch der Turm der alten Église Saint-Barthélemy.

## Ausstattung
Die reichhaltige Kirchenausstattung umfasst Kultgegenstände, Statuen, Gemälde sowie mehrere Glasfenster; das meiste davon stammt aus dem 19. Jahrhundert.
Siehe auch: Kanzel (La Rochelle)

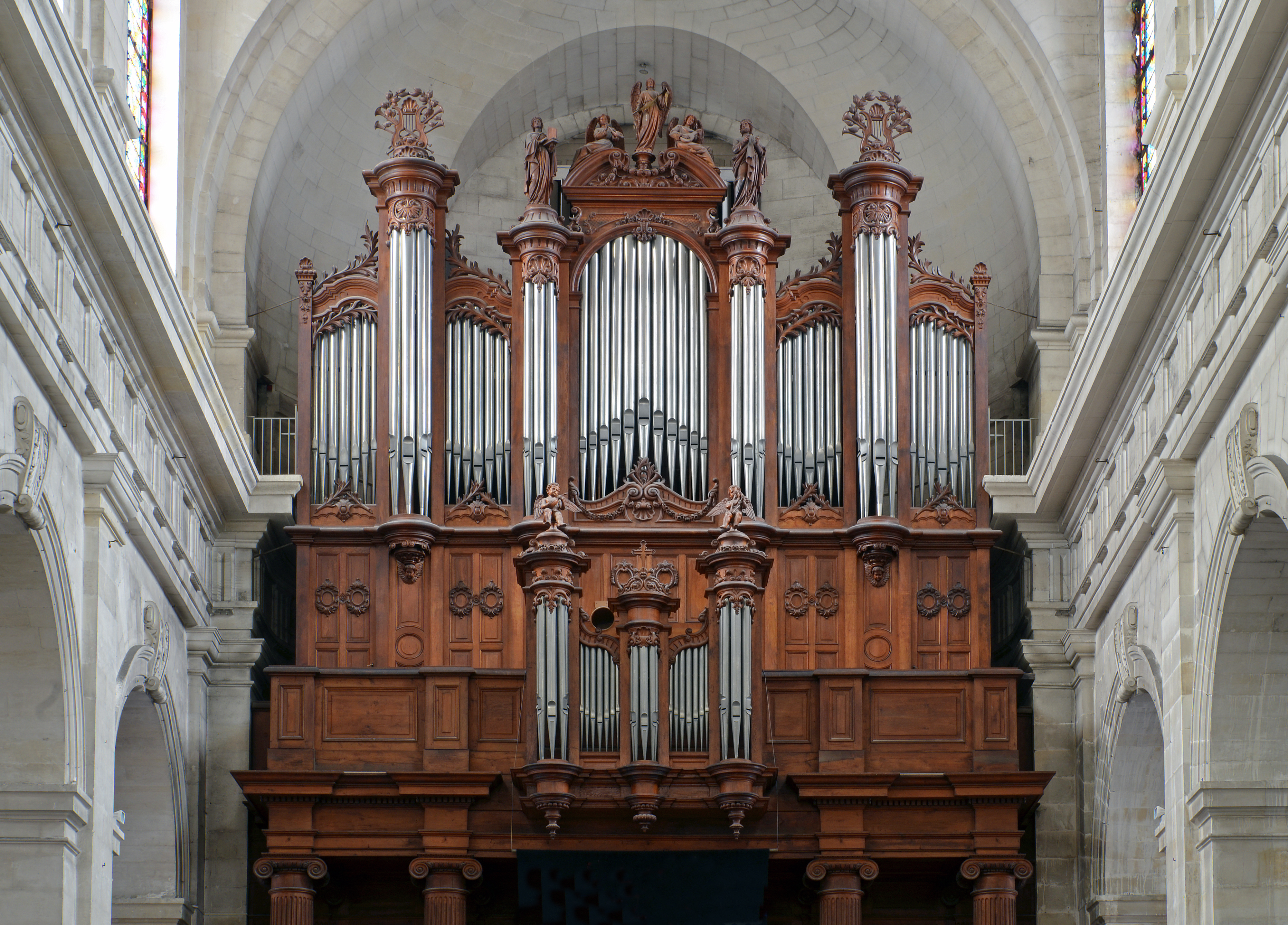
Blick auf die Hauptorgel

Die Orgel wurde 1835 von dem Orgelbauer John Abbey erbaut, und 1867 von den Orgelbauern Merklin-Schutze reorganisiert. Das Instrument hat 29 Register (1799 Pfeifen) auf drei Manualwerken und Pedal.
| I Positif intérieur C–g3 |    |
| Bourdon                  | 8′ |
| Flûte                    | 8′ |
| Salicional               | 8′ |
| Flûte harmonique         | 4′ |
| Doublette                | 2′ |
| Clarinette               | 8′ |

| II Grand Orgue C–g3  |     |
| Montre               | 16′ |
| Bourdon              | 16′ |
| Montre               | 08′ |
| Bourdon              | 08′ |
| Flûte harmonique     | 08′ |
| Prestant             | 04′ |
| Fourniture IV–V      |     |
| Bombarde             | 16′ |
| Trompette harmonique | 08′ |
| Clairon harmonique   | 04′ |

| Récit expressif C–g3 |    |
| Flûte traversière    | 8′ |
| Viole de Gambe       | 8′ |
| Voix Céleste         | 8′ |
| Flûte d’écho         | 4′ |
| Flageolet            | 2′ |
| Trompette harmonique | 8′ |
| Basson Hautbois      | 8′ |
| Voix Humaine         | 8′ |

| Pédale C–d1  |     |
| Contrebasse  | 16′ |
| Octave basse | 08′ |
| Violoncelle  | 08′ |
| Bombarde     | 16′ |
| Trompette    | 08′ |